# Zaus intermedius
Zaus intermedius är en kräftdjursart som beskrevs av Nicholls 1939. Zaus intermedius ingår i släktet Zaus och familjen Harpacticidae. Inga underarter finns listade i Catalogue of Life.